# فرانكي بونز
فرانكي بونز (بالإنجليزية: Frankie Bones)‏ هو دي جيه وملحن ومنتج أسطوانات أمريكي، ولد في 1966.

## وصلات خارجية
- الموقع الرسمي
- فرانكي بونز على موقع ميوزك برينز (الإنجليزية)
- فرانكي بونز على موقع أول ميوزيك (الإنجليزية)
- فرانكي بونز على موقع ديسكوغز (الإنجليزية)